# Constant de Muyser
Pour les articles homonymes, voir Muyser.
Ne doit pas être confondu avec Constant de Muyser (1820-1855), son père, et, Constant de Muyser (1888-1960), son fils.
Constant de Muyser, né le 20 août 1851 à Luxembourg (ville) et mort le 19 juin 1902 à Cologne, est un ingénieur des chemins de fer luxembourgeois, industriel et numismate.

## Généalogie
Parmi ses petits enfants il y a Robert « Bob » de Muyser, industriel, et Guy de Muyser, avocat avoué, maréchal de la Cour du Grand-Duc Jean, ambassadeur.

## Publications
- Les rues de Luxembourg du 16e siècle par rapport à celles d'aujourd'hui. In: Publications de la Section Historique, Band 44, Luxemburg, 1895
- Carte des chemins de fer et des bassins miniers de Longwy-Differdange-Belvaux et d'Esch-Rumelange-Dudelange (1 : 10000), 1884